# Кушов, Сергей Леонидович
Серге́й Леони́дович Ку́шов (18 августа 1977, Ленинград, СССР) — российский футболист, полузащитник.

## Карьера
Футболом начал заниматься в шестилетнем возрасте в ленинградской детско-юношеской школе «Смена», после которой поступил в училище Олимпийского резерва. Первой командой был любительский клуб СКА «Турбостроитель», после сезона в котором подписал свой первый профессиональный контракт со второй командой санкт-петербургского «Локомотива», игравшей в четвертой зоне Третьей лиги. В первенстве 1997 года клуб занял шестнадцатое место, но в связи с ликвидацией лиги потерял профессиональный статус, а Кушов перебрался в первую команду из Первого дивизиона. Поначалу Кушов редко выходил на поле, и лишь в 2000 году тренеры стали регулярно доверять ему место в составе. В том сезоне он сыграл 31 матч, в которых отличился четырежды, а команда заняла последнее место. На следующий сезон Кушов стал игроком калининградской «Балтики», за которую отыграл один год, после чего у него заболел отец, и сезон 2002 года он был вынужден пропустить, выступая за любительский клуб «Балтика-Тарко». За это время калининградцы вылетели из Первого дивизиона и вновь вернулись туда через год. После этого несколько сезонов выступал за «Орёл», выиграв с ним соревнования в зоне «Центр» второго дивизиона и заняв второе место на первом Кубке ПФЛ. В первом дивизионе дела у команды шли хорошо, и Кушов регулярно появлялся на поле, но вскоре в клубе начались финансовые трудности. Кушов на правах аренды перешёл в литовский «Атлантас». В чемпионате Литвы дебютировал 15 апреля 2006 года, выйдя в стартовом составе в матче с «Судувой» и в самом конце матча заработав удаление. Из-за постоянных травм, преследовавших игрока, в том чемпионате, он сыграл всего 6 игр. В 2007 году главный тренер «Атлантаса» Сергей Савченков возглавил белгородский «Салют» и пригласил туда Кушова, трансфер которого клуб выкупил. Первый матч после возвращения в Россию провёл 28 марта 2007 года против брянского «Динамо», выйдя на 23-й минуте вместо Тараса Данилюка. В 2010 году белгородский клуб занял восемнадцатое место и покинул первый дивизион. 13 декабря 2010 года Кушов подписал полуторагодичный контракт с ярославским «Шинником». Дебютировал за команду 4 апреля 2011 года в матче первого тура Первенства ФНЛ с «Химками», выйдя в стартовом составе и на 55-й минуте уступив место на поле Максиму Белецкому.
22 января 2012 года перешёл на правах аренды в белгородский «Салют»

## Достижения
«Орел»
- Победитель турнира второго дивизиона зоны «Центр»: 2003

«Салют»
- Победитель турнира второго дивизиона зоны «Центр»: 2011/12

## Личная жизнь
Жена Татьяна, сын Леонид.